# Kommando der Luftverteidigungszone West
Das Kommando der Luftverteidigungszone West war eine Dienststelle der deutschen Luftwaffe während des Zweiten Weltkrieges auf Korpsebene. Die Aufstellung erfolgte am 1. Juni 1938 als Dienststelle des Reichsluftfahrtministeriums. Unterstellt war die Dienststelle Hermann Göring. Am 1. Oktober 1939 wurde die Dienststelle abgewickelt und in den Führungsstab der Inspektion der Luftverteidigungszonen umgewandelt. Einziger Kommandierender General war der Generalleutnant und spätere General der Flieger Karl Kitzinger mit Sitz in Berlin.
Der Dienstauftrag der Dienststelle war die Planung sowie der Aufbau der Luftverteidigungszone West sowie die operative Einsatzführung der dortigen Flakverbände. Hierzu war die Dienststelle auf enge Zusammenarbeit mit dem Oberkommando des Heeres, dem Führer des Reichsarbeitsdienstes sowie dem Generalinspekteur für das Deutsche Straßenwesen Fritz Todt angewiesen.